# Ирци
Ирци (ир. Muintir na hÉireann, na hÉireannaigh, na Gaeil, енгл. Irish people) су нација и етничка група у западној Европи, која потиче из Ирске. Етнички Ирци живе у многим земљама запада, а највише у англофонским (Ирска, Уједињено Краљевство, САД, Канада, Аустралија). У САД живи приближно 10 пута више људи ирског порекла него у самој Ирској. 
У време Римског царства Ирску су насељавали народи Атакоти, Скоти и Гели. Име овог последњег је постало заједничко за све. Слично као и код Викинга, име народа није означавало етничку припадност, већ је значило „пљачкаши“. 
Келтска митологија помиње „хиспанског војника“ (Miles Hispaniae) као праоца острвљана. Ово би симболично могло да описује давну миграцију са Пиринејског полуострва ка Ирској. Верује се да је Баскија била климатски повољно уточиште палеолитског човека за време последњег великог леденог доба. Када је клима отоплила, становништво се селило на север уз обале западне Европе.
Историјски, а и данас, ирско етничко порекло је снажно повезано са осећајем припадности ирској нацији, култури, држави и преовлађујућој религији (римокатолицизам: 86,82% становника Ирске). 
Енглески језик је доминантан језик у Ирској од 17. века и извршио је јак утицај на ирска презимена. Типична чисто ирска презимена почињу са: Ó, Mc, Mac, Ma. Сви ови префикси имају значење син или потомак (од). 
Верује се да ирска дијаспора броји 80 милиона људи, од тога 60 милиона у Америци. У САД то је друга највећа етничка група по пореклу (45 милиона), после Немаца. У Републици Ирској има око 5,1 милиона Ираца, а у Северној Ирској 0,75. У Канади их има око 4,3 милиона. Око 6 милиона Британаца има бар једног блиског (у другом степену) претка који је пореклом Ирац. 
Неки ирски досељеници у Мексико са презименом О'Брајен су задржали ово презиме, које је у латиноамеричком окружењу постало Обрегон. У Аргентини има око 500.000 људи који имају ирско порекло, а међу њима је био и Че Гевара. 